# 로알드 달
로알드 달(영어: Roald Dahl 로알 달[*] 영어 발음: /ˈroʊ.ɑːl ˈdɑːl/, 1916년 9월 13일~1990년 11월 23일)은 영국의 작가이다. 잘 알려진 작품으로 《찰리와 초콜릿 공장》, 《제임스와 슈퍼 복숭아》, 《마틸다》 등이 있다. 로알드 달은 현대 동화에서 '가장 대담하고, 흥미롭고, 유쾌하고, 신나고, 뻔뻔스럽고, 재미있는 어린이책'을 만든 작가, '인간의 심리 묘사'에 뛰어난 재능을 보인 작가라는 평을 받고 있으며, 이전 세대 미국 어린이들이 가장 좋아하던 작가로 손꼽힌다.

## 생애

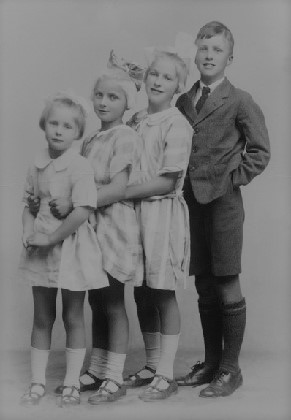
1927년 카디프에서 여동생들과 로알드 달(당시 10세)

노르웨이인 부모 사이에서 태어나 영국에서 자랐다. 노르웨이 이민자 부모는 아이들에게 영국식 교육을 받게 하려는 열망이 있었고, 3살 무렵 아버지가 별세한 뒤에도 어머니가 노르웨이로 돌아가지 않은 건 그 때문이었다. 영국 웨일스 랜더프의 주교좌성당학교에 다니던 8살 때, 그는 친구들과 함께 동네 가게 사탕 병 속에 죽은 쥐를 몰래 넣어 뒀다가 들켜 교장에게 매를 맞는다. 훗날 자서전에 "가게 주인은 비열하고 역겨운 노파였다"고 썼다. 그는 이내 브리스톨 해협 너머 웨스턴 슈퍼메어의 성베드로 기숙학교로 전학을 갔다. 보다 억압적이었던 상급학교의 잔혹행위를 목도하고 경험한 그는 평생 학교와 교사를 경멸했고, 구타를 일삼던 한 성직자 교사가 주교가 되는 걸 본 뒤 종교도 의심하게 된다. 그 무렵 한 교사가 달의 리포트를 두고 "단어들을 이렇게 정반대 의미로, 고집스럽게 쓰는 학생은 본 적이 없다"고 쓴 적도 있었다고 한다.
22세 때 아프리카로 건너가 석유회사인 쉘에 입사, 탄자니아 등지에서 일하다 제2차 세계대전이 발발하자 영국 공군의 파일럿으로 참전하기도 하였다. 북아프리카에서 근무 중 지휘관의 잘못된 정보로 엉뚱한 곳으로 출격하여 연료 부족으로 리비아 사막에 불시착, 중상을 입고 구조되었다. 이 사고로 몇 달 간 군 병원에서 실명 상태로 지냈으며 안면 성형수술을 받기도 하였다. 완쾌 후 그리스로 이동하여 영국 공군 허리케인 전투기 조종사로 다시 참전하였으나 불시착 부상 후유증으로 귀국하였다. 1942년 미국 워싱턴으로 건너가 영국공군 무관보(Assistant Air Attache)로 근무하며 글을 쓰기 시작하였고 후에 정보부로 옮겨 비행단 지휘관(wing commander)이 되어 종전을 맞았다.
로알드 달에 관한 가장 큰 오해 중 하나는 그가 대전 중 격추사고를 당한 이후 충격을 받아 글을 쓰기 시작했다는 것이다. 하지만 그의 두 번째 자서전 《홀로 가기(Going Solo)》에서 상당한 페이지를 할애하여 스스로 밝히고 있듯, 그것은 적기나 지상포화에 의한 격추가 아닌 연료 부족에 의한 불시착이었고 그가 글을 쓰기 시작한 것도 1940년 9월 불시착 사고가 발생한 이후 약 2년 여가 지난 후 워싱턴에서 지상근무를 할 때였다. 하지만 전쟁 기간 중 좀 더 극적인 기삿거리를 원하던 미국잡지 《Saturday Evening Post》에 의해 '리비아에서의 격추(Shut Down over Libya)'로 보도되면서 불시착이 격추로 바뀐 것이다.

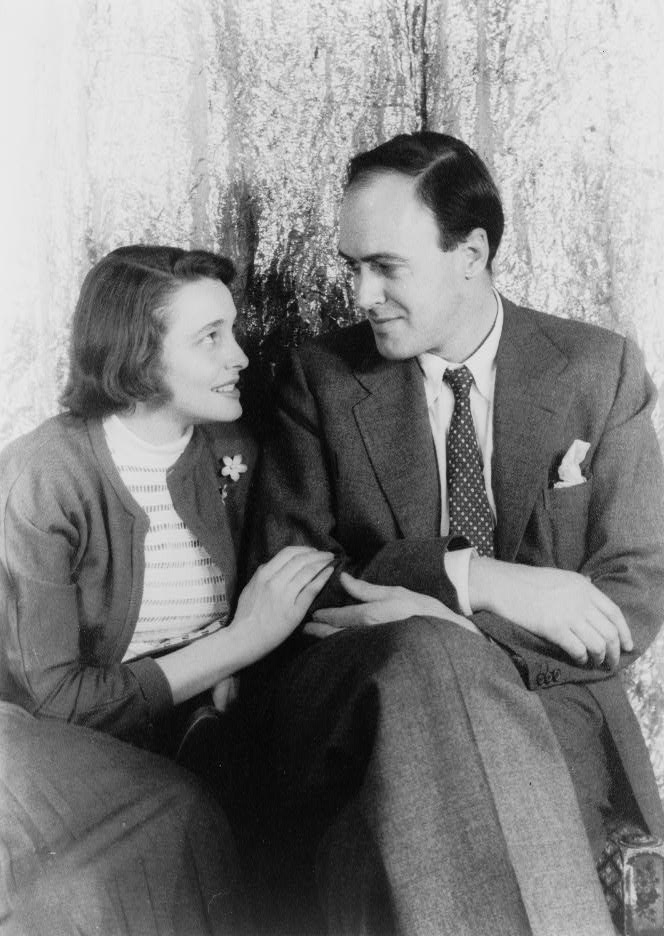
1954년 4월 20일, 칼 반 베흐텐이 촬영한 로알드 달과 파트리샤 닐

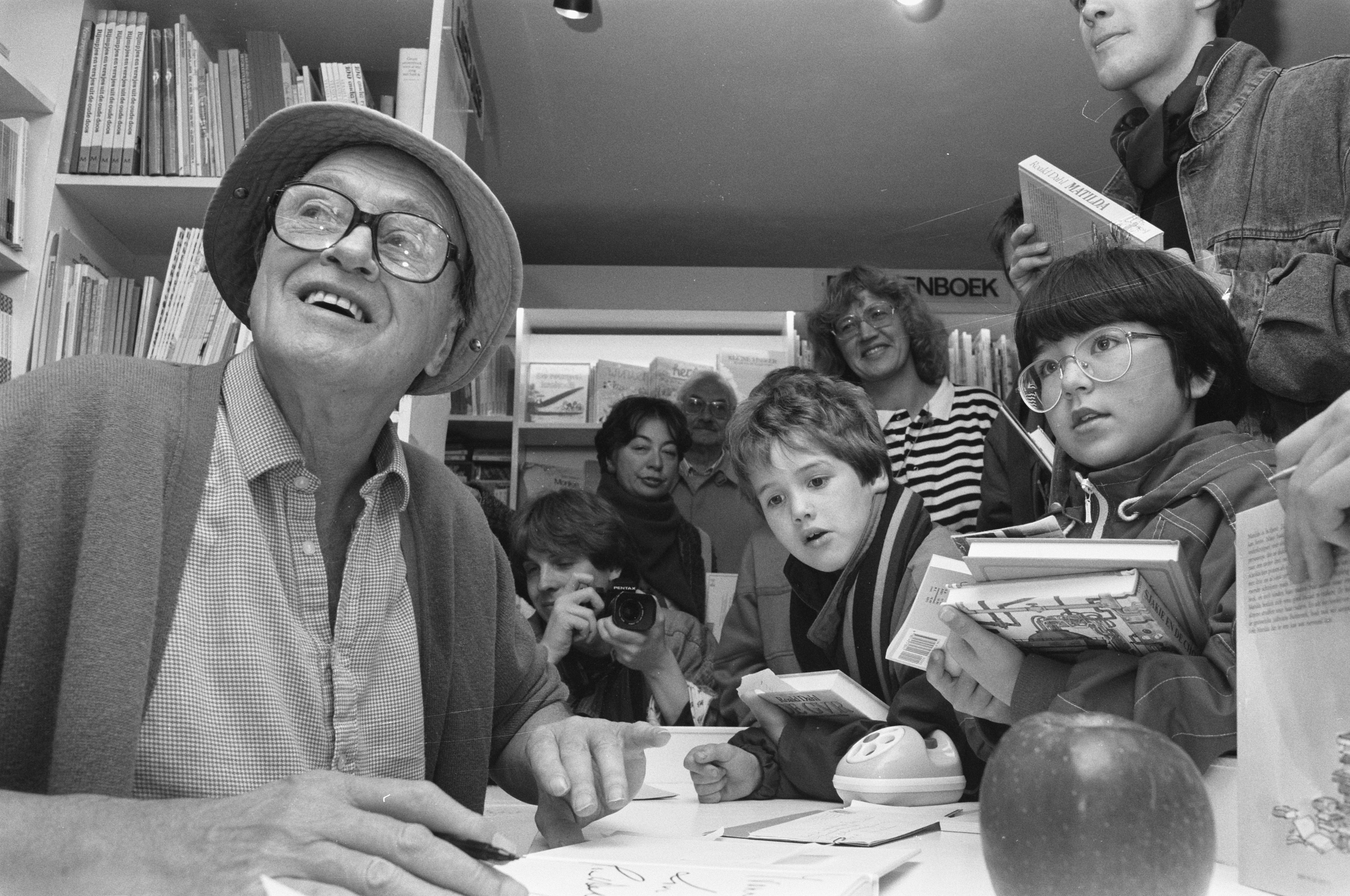
1988년 10월, 네덜란드 암스테르담에서 사인회를 하는 로알드 달(당시 72세)

1953년에 미국 배우 퍼트리샤 닐과 결혼하여 30년간 부부로 지냈으며, 다섯 아이를 두었다. 1983년 이혼한 후 펠리시티 크로슬랜드와 재혼하였다. 말년의 그는 3대 대가족을 이뤄 한집에서 살며 마법 같은 삶을 누렸고, 요리법과 일화를 책으로 썼다. 한 챕터가 온통 초콜릿이야기였는데, 초콜릿 광이던 그는 교사들이 왕과 여왕은 그만 괴롭히고 캐드버리(Cadbury, 과자회사)가 언제 어떤 초콜릿을 출시했는지 가르쳐야 한다고, "만일 내가 교장이면 역사 선생 대신 초콜릿 선생을 채용할 것"이라고 쓰기도 했다. 1990년 11월 23일 옥스퍼드에서, 희귀한 혈액 질환 골수이형성증후군으로 사망하였다. 그의 나이 74세였다. 그는 연필과 와인과 초콜릿과 함께 묻혔다.

## 작품
그는 자신의 어린 시절에 대해 《소년》, 그리고 20대와 2차 대전 기간중의 행적에 대해 《홀로 가기》라는 두 편의 자서전을 썼는데 자서전 역시 동화적인 그의 문체와 분위기를 느낄 수 있다.

### 자서전
- 《소년》(Boy)
- 《홀로 가기》(Going solo)

### 아동 소설
- 《그렘린》(The Gremlins, 1943년)
- 《제임스와 슈퍼 복숭아》(James and the Giant Peach, 1961년)
- 《찰리와 초콜릿 공장》(Charlie and the Chocolate Factory, 1964년)
- 《요술 손가락》(The Magic Finger, 1966년)
- 《멋진 여우 씨》(Fantastic Mr Fox, 1970년)
- 《찰리와 거대한 유리 엘리베이터》(Charlie and the Great Glass Elevator, 1972년)
- 《우리의 챔피언 대니》(Danny, the Champion of the World, 1975년)
- 《침만 꼴깍꼴깍 삼키다 소시지가 되어버린 악어 이야기》(The Enormous Crocodile, 1978년)
- 《멍청씨 부부 이야기》(The Twits, 1980년)
- 《조지, 마법의 약을 만들다》(George's Marvelous Medicine, 1981년)
- 《내 친구 꼬마 거인》(The BFG, 1982년)
- 《마녀를 잡아라》(The Witches, 1983년)
- 《창문닦이 삼총사》(The Giraffe and the Pelly and Me, 1985년)
- 《마틸다》(Matilda, 1988년)
- 《아북거, 아북거》(Esio Trot, 1989년)
- 《거꾸로 목사님》(The Vicar of Nibbleswicke, 1990년)
- 《민핀》(The Minpins, 1991년)
- 《어린 소년의 이야기》( Boy:Tales of Childhood, 1991년)

## 단편 소설
- 《목사의 기쁨》(Parson's Pleasure)

## 논란

### 반유대 논란
로알드 달이 유대인을 싫어했다는 말이 있는데, 일단은 로알드 달은 2차 세계대전에서 영국군 측에 참전하여 나치와 싸웠으며, 그가 살아생전에 이스라엘의 만행에 대해 비난한 바 있다. 그는 "난 반이스라엘이지 반유대가 아니다.", "유대인의 성격엔 반감을 일으키는 특성이 있다.- 아마 비유대인에 대한 일종의 관용 부족일 것이다.- 내말은 왜 뭔가를 싫어하는 것이 유포되느냐 하는 것에는 항상 이유가 있단 것이다. 악취나는 히틀러조차도 이유없이 괜히 그들을 지목하진 않았을 것이다."라고 한 바 있다.
그 후 그의 유족들은 그가 했던 반유대주의 발언에 대해 유대인들에게 30년 만에 공식 사과했다. 그러나 유대인들은 로알드 달 유족의 사과가 진정한 것이 아닌 상술이라며 오히려 반발했다고 한다.
'찰리와 초콜릿 공장'에서 움파룸파가 흑인을 비하한다는 논란이 있었다.